# Henri van der Noot
Henri van der Noot (Bruxelles, 7 gennaio 1731 – Strombeek, 12 gennaio 1827) è stato un politico belga.
Fu una delle figure chiave della Rivoluzione del Brabante (1789–1790) contro il governo austriaco di Giuseppe II. Questa rivoluzione portò alla fondazione degli Stati Uniti del Belgio che però ebbero breve vita. Fu Primo ministro di questo nuovo governo (11 gennaio 1790 – 2 dicembre 1790).

## Biografia
Figlio di Nicolas van der Noot, signore di Vreschem, Hendrik era lontanamente imparentato con la famiglia dei marchesi di Assche. Dopo aver studiato legge ed essere diventato avvocato, si associò con l'avvocato e collega Jan Frans Vonck, uniti da idee indipendentiste per il Belgio, pressato dalla dominazione austriaca, ed insieme divennero i capi della rivolta che portò alla fine del dominio imperiale nell'area, ma entrambi si fecero portavoce di differenti fazioni. I Vonckistip erano ispirati alla Rivoluzione francese (1789–1799) ed erano più favorevoli ad un governo del popolo e di patrioti. Gli Statisti, guidati da Van der Noot, erano invece favorevoli a restaurare i vecchi privilegi della nobiltà e della Chiesa come nella "Gioiosa Entrata" e cercavano una cooperazione con la Repubblica olandese.
In contrasto con Vonck, che era dell'opinione che il popolo belga dovesse combattere contro il despota austriaco, Van der Noot cercò innanzitutto un sostegno esterno. Nel 1788 Van der Noot si recò infatti in Inghilterra, nella Repubblica olandese ed in Prussia per attirare l'attenzione di stati stranieri sulla causa del Brabante. Solo la Prussia, che già aveva sconfitto i patrioti olandesi nel 1787, si dimostrò incline a sostenere i patrioti belgi, dato il loro carattere nazionale anti-austriaco. Van der Noot ebbe meno successo nel trovare aiuto presso il Gran Pensionario d'Olanda, Laurens Pieter van de Spiegel.
Nell'ottobre del 1789 Van der Noot ed il generale Jean-André van der Mersch, con un piccolo esercito di patrioti di Breda, conquistarono l'intera provincia del Brabante. In occasione della liberazione della città di Hoogstraten, Van der Noot pubblicò il Manifesto del Popolo del Brabante il 24 ottobre 1789. Il documento spiegava perché il popolo brabantino avesse il diritto di rivoltarsi contro i propri governanti, ponendo al centro delle riflessioni il diritto di un popolo a ribellarsi se le leggi di un governo ne violano costantemente i diritti.

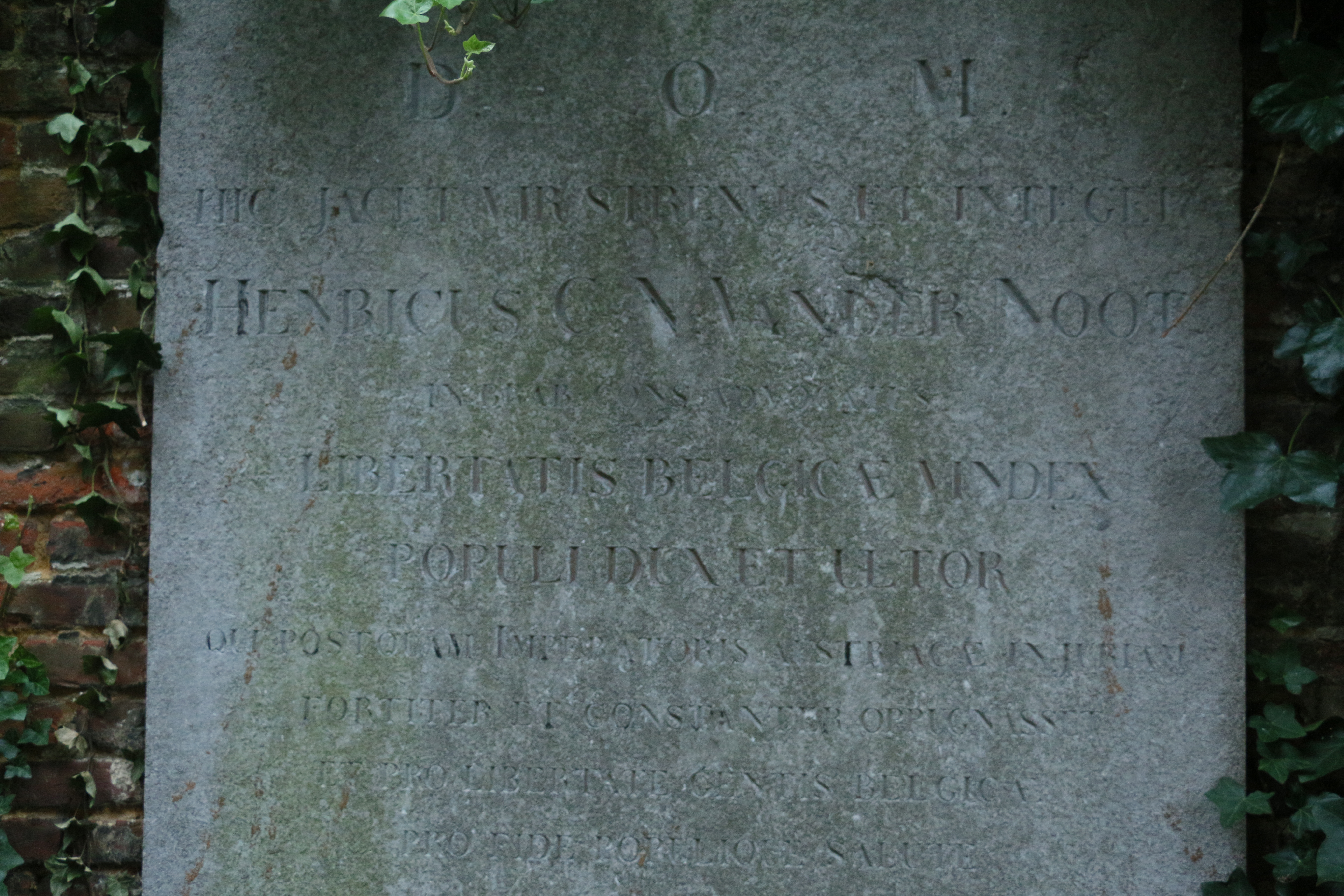
Tomba di Henri van der Noot

Van der Noot prese quindi Turnhout, sconfiggendo gli Austriaci nella battaglia di Turnhout del 27 ottobre e Gand venne presa il 13 novembre. Il 17 novembre i reggenti imperiali Alberto di Sassonia e l'arciduchessa Maria Cristina abbandonarono Bruxelles. Il resto delle forze imperiali si ritirò entro le mura di Lussemburgo e Anversa.
Van der Noot poté dichiarare il Brabante indipendente con le altre province dei Paesi Bassi austriaci, con l'eccezione del Lussemburgo. L'11 gennaio 1790 venne firmato un patto per la formazione di una confederazione, capeggiata da Van der Noot, sotto il nome di Verenigde Nederlandse Staten/États-Belges-Unis (Stati Uniti del Belgio).
Quando la Prussia abbandonò la rivolta, dopo la firma del Convenzione di Reichenbach (27 luglio 1790) con l'Austria, il fragile stato fu messo sotto attacco dalle truppe austriache di Leopoldo II, che era nel frattempo succeduto a Giuseppe II dopo la sua improvvisa morte il 20 febbraio 1790. Nel novembre del 1790 Van der Noot dovette abbandonare il paese e recarsi nella Repubblica olandese e poi da lì in Inghilterra. Nel 1792 fece appello al suo popolo per cooperare con gli occupanti francesi (1794–1815). Ritornato nel Brabante, venne arrestato nel 1796 ed imprigionato a 's Hertogenbosch.
Massone, fu membro della loggia di Bruxelles  "Les Vrais Amis de l'Union et du Progrès", del Grande Oriente del Belgio.
Morì nel 1826 a Strombeek e la sua tomba si trova ancora oggi presso la Sint-Amandsparochie di Strombeek-Bever.